# Hydraschema obliquevittata
Hydraschema obliquevittata là một loài bọ cánh cứng trong họ Cerambycidae.